# Happy Just to Be Like I Am
Happy Just to Be Like I Am är ett musikalbum av Taj Mahal lanserat 1971 på Columbia Records. Det var hans fjärde studioalbum. Albumet domineras av Taj Mahals egna kompositioner, och är lite mindre renodlat bluesinspirerat än hans tidigare album. 

## Låtlista
(låtar utan angiven upphovsman skrivna av Taj Mahal)
1. "Happy Just to Be Like I Am" - 3:49
2. "Stealin'" (Gus Cannon) - 6:58
3. "Oh, Susannah" (Trad.) - 5:19
4. "Eighteen Hammers" - 5:45
5. "Tomorrow May Not Be Your Day" - 4:14
6. "Chevrolet" (Ed Young, Lonnie Young) - 2:45
7. "West Indian Revelation (AKA West Indian Reservation)" - 6:09
8. "Black Spirit Boogie" - 7:10

## Listplaceringar
- Billboard 200, USA: #181[1]